# Макарта
Макарта (груз. მაქართა) — село в Грузии, в муниципалитете Душети края Мцхета-Мтианети. 

## География
Село расположено в северной части края, в 59 километрах по прямой к северо-востоку от центра муниципалитета Душети. Высота центра — 1320 метров над уровнем моря.

## Население
По данным переписи населения 2014 года, в селе проживало 40 человек.
| Год  | Население | Мужчины | Женщины |
| ---- | --------- | ------- | ------- |
| 1926 | 215       | 102     | 113     |
| 2002 | 46        |         |         |
| 2014 | 40        |         |         |